# Tolomeo Gallio
Tolomeo Gallio (Cernobbio, 25 settembre 1527 – Roma, 3 febbraio 1607) è stato un cardinale e arcivescovo cattolico italiano.

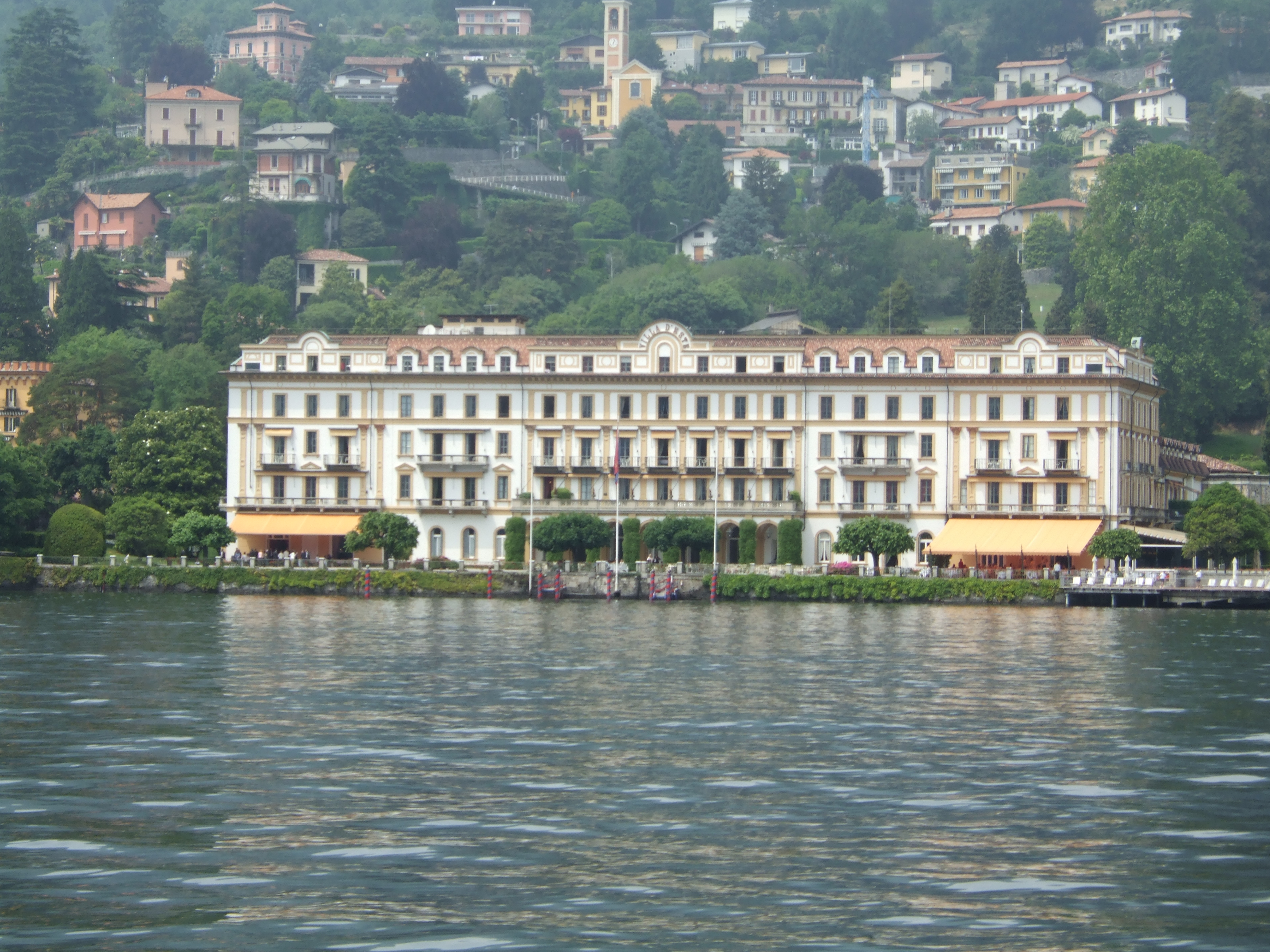
Villa d'Este a Cernobbio vista dal lago

Fu nominato cardinale da papa Pio IV, e fu uno dei due principali consacranti del cardinale Carlo Borromeo, Arcivescovo di Milano e del papa Clemente VIII.

## Biografia
La famiglia Gallio apparteneva alla nobiltà di Como. Il giovane Tolomeo (il vero nome era Bartolomeo) si dedicò agli studi classici sotto la guida di Benedetto Giovio, che lo inviò poi a Roma presso suo fratello Paolo, vescovo di Nocera. Nella sede dei Papi fu al servizio del cardinale Trivulzio, (famiglia che - assieme ai Borromeo - avrà molte contiguità con i Gallio), poi del cardinale Taddeo Gaddi, e infine il cardinale Gian Angelo Medici, il futuro Pio IV che, anche dopo essere salito al Soglio di Pietro, lo tenne come suo segretario.
Nel 1560 Tolomeo Gallio divenne vescovo di Martorano, e due anni dopo, il 6 luglio 1562 divenne arcivescovo di Manfredonia. Il 15 marzo 1565 fu proclamato cardinale da papa Pio IV. Il vescovo della diocesi di Terracina, Priverno e Sezze, mons. Francesco Beltramini, concesse in enfiteusi i terreni privernati di San Martino, in cui egli fece costruire la Villa Gallio o Castello di San Martino (tuttora esistente), sua residenza estiva, tanto amata dal Cardinale come testimonia la corrispondenza che teneva con Carlo Borromeo. Tra le ragioni che spinsero il cardinale Gallio a costruire la villa si pensa possa esserci il tentativo di dominare i disordini che insorgevano nelle "provincie di Marittima e Campagna". In realtà le testimonianze circa la costruzione di Villa Tolomeo Gallio sono molto esigue, tra le ipotesi più accreditate c'è la volontà da parte del cardinale di godere di un luogo di riposo imponente e sontuoso, a testimonianza del prestigio che egli aveva raggiunto negli ultimi anni.
L'anno successivo, alla morte di Pio IV, il cardinale rientrò alla diocesi di Manfredonia.
Nel 1572 avvenne la nomina a Segretario di Stato da Papa Gregorio XIII, il bolognese Ugo Boncompagni, e per 13 anni, fino al 1585, Tolomeo Gallio fu Segretario di Stato della Sede Apostolica. Nel 1575 commissionò all'architetto Pellegrino Tibaldi la costruzione a Cernobbio, suo paese natale, di quella che poi verrà chiamata Villa d'Este, oggi sede di congressi internazionali di altissimo livello.
Dall'8 gennaio 1581 al 9 gennaio 1582 fu Camerlengo del Sacro Collegio.
Nel 1583, il 15 ottobre, a Como, venne fondato il Pontificio Collegio Gallio con bolla papale Immensa Dei providentia. Ancora oggi, dopo oltre 400 anni, il Collegio Gallio opera nel settore dell'istruzione. Nel 1580 venne investito da Filippo II della Contea delle "Tre Pievi" (Gravedona, Sorico e Dongo). Nel 1586 sulle rive del lago di Como, sopra i resti di una fortezza distrutta nel XII secolo fece edificare la sua "casa di delizia"; è Palazzo Gallio a Gravedona dove secondo un'incerta tradizione si sarebbe dovuto tenere il Concilio Ecumenico che fu poi il famoso Concilio di Trento.
Nel 1587 fu creato cardinale vescovo di Albano. Nel 1595 acquistò la contea di Alvito, che in seguito diventerà il Ducato di Alvito, dando peraltro inizio alla costruzione di Palazzo Gallio, terminato nel 1633 dal nipote, Francesco I, il quale fonderà una dinastia che reggerà detto ducato per circa 200 anni fino al periodo napoleonico. Gli anni dal 1603 al 1607 videro il cardinale Gallio quale Decano del Sacro Collegio.
Tolomeo Gallio morì a Roma nella notte tra il 3 e 4 febbraio del 1607 all'età di 79 anni. Fu sepolto in Santa Maria della Scala, una delle chiese fatte restaurare dal lui stesso.
A lui è dedicata una statua all'interno del duomo di Como.

## Successione apostolica
La successione apostolica è:
- Vescovo Bernardino Bricennio (1582)
- Vescovo Cesare Arena (1584)
- Arcivescovo Gaspare Visconti (1584)
- Vescovo Francesco Liparuli (1584)
- Vescovo Cesare Speciano (1584)
- Vescovo Fulvio Passerini (1591)
- Vescovo Marsilio Landriani (1593)